# Djihad Bizimana
Djihad Bizimana (Gisenyi, 12 dicembre 1996) è un calciatore ruandese, centrocampista dell'Al-Ahly Tripoli e della nazionale ruandese.

## Palmarès

### Club

#### Competizioni nazionali
- Primus National Football League: 1

APR: 2015-2016